# Димитър Димитров (баскетболист)
Димитър Димитров е български баскетболист. Играе на позиция атакуващ гард.

## Кариера
През есента на 1996 г., когато е вече на 23 години започва професионалната му кариера в БК Ямбол. Димитър Димитров катери стъпка по стъпка баскетболния връх. 8-о място през 1996 – 97, 7-о 1997 – 98, 4-то 1998 – 99. През сезон 1999 – 2000 с неговия съществен принос отбора печели бронзов медал от Държавното първенство при мъжете. След един толкова силно изигран есенен полусезон – най-силния в кариерата му, Димитров се контузва тежко и не можа да вземе участие в заключителните срещи на отбора. Дата 28 март 2001 г. ще остане най-неприятната в неговата кариера и една от най-тъжните за привържениците на ямболския баскетбол.
След операция и дълго възстановяване той се връща в игра през втората половина на сезон 2001 – 02. С негова помощ отбора печели шампионската титла, което най – високото постижение на БК Ямбол до днес. Димитър Димитров се връща в Ботевград и започва сезон 2002 – 03 в Балкан. През януари 2003 се мести във Варна, като подписва договор с ММ биър Черно море. Там обаче ще се задържи само 3 месеца. Следващите четири сезона 2003 – 07 той играе за Балкан. След края на сезон 2006 – 07 се отказва от активна спортно-състезателна дейност.